# Cyperus planifolius
Cyperus planifolius là loài thực vật có hoa trong họ Cói. Loài này được Rich. mô tả khoa học đầu tiên năm 1792.